# Kabinet-Fanfani V
Het kabinet–Fanfani V was de Italiaanse regering van 1 december 1982 tot 4 augustus 1983. Het kabinet werd gevormd door de politieke partij Democrazia Cristiana (DC), de Italiaanse Socialistische Partij (PSI), de Sociaaldemocratische Partij van Italië (PSDI) en de Liberale Partij van Italië (PLI) na het aftreden van het vorige kabinet, waarna oud-premier Amintore Fanfani van de Democrazia Cristiana werd benoemd als de nieuwe premier.

## Kabinet–Fanfani V (1982–1983)
| Ambtsbekleder | Ambtsbekleder          | Ambtsbekleder                  | Functie                                  | Ambtstermijn    | Ambtstermijn    | Partij |
| ------------- | ---------------------- | ------------------------------ | ---------------------------------------- | --------------- | --------------- | ------ |
|               | Amintore Fanfani       | Amintore Fanfani (1908–1999)   | Premier                                  | 1 december 1982 | 4 augustus 1983 | DC     |
|               | Bruno Orsini           | Bruno Orsini (1929)            | Secretaris- generaal                     | 1 december 1982 | 4 augustus 1983 | DC     |
|               | Virginio Rognoni       | Virginio Rognoni (1924–2022)   | Minister van Binnenlandse Zaken          | 13 juni 1978    | 4 augustus 1983 | DC     |
|               | Emilio Colombo         | Emilio Colombo (1920–2013)     | Minister van Buitenlandse Zaken          | 4 april 1980    | 4 augustus 1983 | DC     |
|               | Francesco Forte        | Francesco Forte (1929–2022)    | Minister van Financiën                   | 1 december 1982 | 4 augustus 1983 | PSI    |
|               | Giovanni Goria         | Giovanni Goria (1943–1994)     | Minister van de Schatkist                | 1 december 1982 | 28 juli 1987    | DC     |
|               | Guido Bodrato          | Guido Bodrato (1933)           | Minister van het Budget                  | 1 december 1982 | 4 augustus 1983 | DC     |
|               | Clelio Darida          | Clelio Darida (1927–2017)      | Minister van Justitie                    | 23 mei 1981     | 4 augustus 1983 | DC     |
|               | Filippo Maria Pandolfi | Filippo Maria Pandolfi (1927)  | Minister van Economische Zaken           | 1 december 1982 | 4 augustus 1983 | DC     |
|               | Lelio Lagorio          | Lelio Lagorio (1925–2017)      | Minister van Defensie                    | 4 april 1980    | 4 augustus 1983 | PSI    |
|               | Renato Altissimo       | Renato Altissimo (1940–2015)   | Minister van Volksgezondheid             | 28 juni 1981    | 4 augustus 1983 | PLI    |
|               | Vincenzo Scotti        | Vincenzo Scotti (1933)         | Minister van Arbeid en Sociale Zaken     | 1 december 1982 | 4 augustus 1983 | DC     |
|               | Franca Falcucci        | Franca Falcucci (1926–2014)    | Minister van Onderwijs                   | 1 december 1982 | 28 juli 1987    | DC     |
|               | Mario Casalinuovo      | Mario Casalinuovo (1922–2018)  | Minister van Transport                   | 1 december 1982 | 4 augustus 1983 | PSI    |
|               | Franco Nicolazzi       | Franco Nicolazzi (1924–2015)   | Minister van Infrastructuur              | 18 oktober 1980 | 17 april 1987   | PSDI   |
|               | Calogero Mannino       | Calogero Mannino (1939)        | Minister van Landbouw                    | 1 december 1982 | 4 augustus 1983 | DC     |
|               | Nicola Vernola         | Nicola Vernola (1932–2000)     | Minister van Cultuur                     | 1 december 1982 | 4 augustus 1983 | DC     |
|               | Remo Gaspari           | Remo Gaspari (1921–2011)       | Minister van Communicatie                | 28 juni 1981    | 4 augustus 1983 | DC     |
|               | Nicola Signorello      | Nicola Signorello (1926)       | Minister van Toerisme                    | 18 oktober 1980 | 4 augustus 1983 | DC     |
|               | Lucio Abis             | Lucio Abis (1926–2014)         | Minister voor Parlementaire Betrekkingen | 1 december 1982 | 4 augustus 1983 | DC     |
|               | Dante Schietroma       | Dante Schietroma (1917–2004)   | Minister voor Publieke Diensten          | 28 juni 1981    | 4 augustus 1983 | PSDI   |
|               | Nicola Capria          | Nicola Capria (1932–2009)      | Minister voor Buitenlandse Handel        | 28 juni 1981    | 1 augustus 1986 | PSI    |
|               | Alfredo Biondi         | Alfredo Biondi (1928–2020)     | Minister voor Europese Zaken             | 1 december 1982 | 4 augustus 1983 | PLI    |
|               | Fabio Fabbri           | Fabio Fabbri (1933)            | Minister voor Regionale Zaken            | 1 december 1982 | 4 augustus 1983 | PSI    |
|               | Claudio Signorile      | Claudio Signorile (1937)       | Minister voor Zuid-Italië                | 28 juni 1981    | 4 augustus 1983 | PSI    |
|               | Pier Luigi Romita      | Pier Luigi Romita (1924–2003)  | Minister voor Wetenschaps- beleid        | 1 december 1982 | 4 augustus 1983 | PSDI   |
|               | Michele Di Giesi       | Michele Di Giesi (1927–1983)   | Minister voor de Koopvaardij             | 1 december 1982 | 4 augustus 1983 | PSDI   |
|               | Gianni De Michelis     | Gianni De Michelis (1940–2019) | Minister voor Staatsdeel- nemingen       | 4 april 1980    | 4 augustus 1983 | PSI    |
|               | Loris Fortuna          | Loris Fortuna (1924–1985)      | Minister voor Nood- toestanden           | 1 december 1982 | 4 augustus 1983 | PSI    |

De Gasperi II · De Gasperi III · De Gasperi IV · De Gasperi V · De Gasperi VI · De Gasperi VII · De Gasperi VIII · Pella · Fanfani I · Scelba · Segni I · Zoli · Fanfani II · Segni II · Tambroni · Fanfani III · Fanfani IV · Leone I · Moro I · Moro II · Moro III · Leone II · Rumor I · Rumor II · Rumor III · Colombo · Andreotti I · Andreotti II · Rumor IV · Rumor V · Moro IV · Moro V · Andreotti III · Andreotti IV · Andreotti V · Cossiga I · Cossiga II · Forlani · Spadolini I · Spadolini II · Fanfani V · Craxi I · Craxi II · Fanfani VI · Goria · De Mita · Andreotti VI · Andreotti VII · Amato I · Ciampi · Berlusconi I · Dini · Prodi I · D'Alema I · D'Alema II · Amato II · Berlusconi II · Berlusconi III · Prodi II · Berlusconi IV · Monti · Letta · Renzi · Gentiloni · Conte I · Conte II · Draghi · Meloni